# Estación Santa Efigênia
La Estación Santa Efigênia es una de las estaciones del Metro de Belo Horizonte, situada en Belo Horizonte, entre la Estación Central y la Estación Santa Tereza.
Fue inaugurada en 1992.